# Karel van Orléans
Karel van Orléans (Frans: Charles d'Orléans) (Parijs, 24 november 1394 – Amboise, 5 januari 1465) was een Franse prins uit het Huis Valois.  Hij was een zoon van Lodewijk I van Orléans, die in 1407 in opdracht van de hertog van Bourgondië was vermoord, en Valentina Visconti. Hij is vooral bekend gebleven als dichter en mecenas, en vanwege zijn 25-jarige gevangenschap in Engeland.

## Biografie
Karel, hertog van Orléans, was het hoofd van de partij van de "Armagnacs". Deze partij verenigde de edelen die zich verzetten tegen de Engelse en Bourgondische overheersing van Frankrijk. Karels vader, Lodewijk I van Orléans, was vermoord in opdracht van de hertog van Bourgondië, Jan zonder Vrees. Karel was een van de grote feodale heren van Frankrijk met grote bezittingen aan de Loire (Blois en het hertogdom Orléans) en ten noorden van Parijs (in Luxemburg en de heerlijkheid Coucy aan de Marne). Hij trouwde in 1407 met  Isabella van Valois, een dochter van koning Karel VI. Zij stierf  in 1409 in het kraambed. In 1410 hertrouwde hij  met Bonne van Armagnac, dochter van Bernard VII van Armagnac.

## Gevangenschap
Karel was een van de vele Franse edellieden die in 1415 door de Engelsen werden gevangengenomen bij de Slag bij Agincourt, tijdens de Honderdjarige Oorlog. Hij werd gewond naar Engeland vervoerd als gijzelaar en bleef daar 25 jaar. Zijn gevangenschap was niet streng. Hij kon min of meer verder leven zoals hij gewoon was maar hij kon niet via een losgeld worden vrijgekocht, waarschijnlijk omdat hij als lid van de Franse koninklijke familie en mogelijke troonopvolger een grote rol in Frankrijk kon spelen. Een deel van zijn tijd in gevangenschap bracht hij door met zijn broer Jan II van Angoulême, die in 1412 als gijzelaar aan de Engelsen werd meegegeven en uiteindelijk 33 jaar in gevangenschap zou verblijven. 
In Frankrijk werden zijn belangen tijdens zijn afwezigheid waargenomen door zijn halfbroer Jan, graaf van Dunois, bekend als de Bastaard van Orléans, de onwettige zoon van Lodewijk van Orléans.
Karel was gevangene op verschillende kastelen in Engeland en verbleef ook lange tijd in de Tower of London.  In juni 1440 werd hij vrijgelaten door koning Hendrik VI van Engeland.

## Politieke invloed
Karel was als staatsman en militair geen groot succes. Hij heeft zich tevergeefs verzet tegen de machtsuitbreiding van het Huis Bourgondië en werd in zijn eerste grote gevecht gevangengenomen. Zijn jarenlange gevangenschap betekende dat hij niet de bestuurlijke en maatschappelijke rol heeft kunnen vervullen waarvoor hij was voorbestemd. Toen hij uiteindelijk terugkeerde probeerde hij, zonder veel succes, zijn verloren landgoederen terug te krijgen. Uiteindelijk vestigde hij zich in Blois. 
Hij werd in 1440 tijdens het zesde kapittel in Sint-Omaars met drie anderen gekozen als ridder in de Orde van het Gulden Vlies (nr. 38). Zijn tweede vrouw Bonne d'Armagnac was tijdens zijn gevangenschap gestorven. Hij trouwde voor de derde maal, met Maria van Kleef, met wie hij meerdere kinderen kreeg waaronder zijn enige zoon Lodewijk. Lang na Karels dood zou zijn zoon als Lodewijk XII koning van Frankrijk worden. Karel erfde van zijn moeder Valentina van Milaan uit het huis Visconti rechten op het hertogdom van Milaan. Deze aanspraken gingen over op Karels zoon Lodewijk en waren de aanleiding voor de Franse veldtochten in Italië in de late 15e eeuw.

## Dichterschap en literaire nalatenschap
Zijn roem als dichter en mecenas heeft de eeuwen wél overleefd. Tijdens zijn gevangenschap schreef hij gedichten in het Frans en het Engels. Enige van zijn gedichten zijn in het Nederlands vertaald, onder andere door J.H. Leopold en Ernst van Altena. Hij schreef vooral ballades en liederen, en soms ook allegorieën, die liefde en ridderlijkheid verheerlijkten. In zijn latere gedichten is hij melancholieker en gaat hij in op zijn gevangenschap en de andere tegenslagen. Na zijn terugkeer in Frankrijk schreef hij vooral rondelen en hield hij zich in zijn werk ook bezig met bredere problematiek en het ouder worden. Hij was een gerenommeerd begunstiger van de kunsten, vooral van de dichtkunst en in het bijzonder van de dichter François Villon.
Het leven en werk van Karel van Orléans heeft andere kunstenaars geïnspireerd. Claude Debussy zette drie van de gedichten van Karel van Orléans op muziek en Henri Matisse maakte er illustraties bij. Hella Haasse schreef een historische roman over het leven van Karel van Orléans: Het woud der verwachting. Het leven van Charles van Orléans (1949), vernoemd naar een van de gedichten van Karel van Orléans. De roman De kaart en het gebied (2010) van Michel Houellebecq begint met een citaat van Karel van Orléans: "De wereld heeft genoeg van mij, · En ik al evenzeer van haar."

## Kinderen
Uit het eerste huwelijk met Isabella van Valois:
- Johanna (1409-1432), gehuwd met hertog Jan II van Alençon

Uit het derde huwelijk met Maria van Kleef:
- Maria (1457-1493), gehuwd met Jan van Foix,
- Lodewijk (1462-1515),  de latere koning Lodewijk XII van Frankrijk,
- Anna (1464-1491), abdis in de abdij van Fontevraud en Poitiers .

## Kwartierstaat (voorouders)
| Peter I van Bourbon (1311-1356) | Peter I van Bourbon (1311-1356) | Peter I van Bourbon (1311-1356) | Peter I van Bourbon (1311-1356) | Peter I van Bourbon (1311-1356) | Peter I van Bourbon (1311-1356) |                                 |                                 | Isabella van Valois (1313-1383) | Isabella van Valois (1313-1383) | Isabella van Valois (1313-1383)    | Isabella van Valois (1313-1383)    | Isabella van Valois (1313-1383)    | Isabella van Valois (1313-1383)    |                                    |                                    | Jan II van Frankrijk (1319-1364)  | Jan II van Frankrijk (1319-1364)  | Jan II van Frankrijk (1319-1364)  | Jan II van Frankrijk (1319-1364)  | Jan II van Frankrijk (1319-1364)  | Jan II van Frankrijk (1319-1364)  |                                |                                | Bonne van Luxemburg (1315-1349)    | Bonne van Luxemburg (1315-1349)    | Bonne van Luxemburg (1315-1349)    | Bonne van Luxemburg (1315-1349)    | Bonne van Luxemburg (1315-1349)    | Bonne van Luxemburg (1315-1349)    |                                |                                | Galeazzo II Visconti (1320-1378) | Galeazzo II Visconti (1320-1378) | Galeazzo II Visconti (1320-1378) | Galeazzo II Visconti (1320-1378) | Galeazzo II Visconti (1320-1378)   | Galeazzo II Visconti (1320-1378)   |                                    |                                    | Blanche van Savoie (1336-1387)     | Blanche van Savoie (1336-1387)     | Blanche van Savoie (1336-1387) | Blanche van Savoie (1336-1387) | Blanche van Savoie (1336-1387) | Blanche van Savoie (1336-1387) |
| Peter I van Bourbon (1311-1356) | Peter I van Bourbon (1311-1356) | Peter I van Bourbon (1311-1356) | Peter I van Bourbon (1311-1356) | Peter I van Bourbon (1311-1356) | Peter I van Bourbon (1311-1356) |                                 |                                 | Isabella van Valois (1313-1383) | Isabella van Valois (1313-1383) | Isabella van Valois (1313-1383)    | Isabella van Valois (1313-1383)    | Isabella van Valois (1313-1383)    | Isabella van Valois (1313-1383)    |                                    |                                    | Jan II van Frankrijk (1319-1364)  | Jan II van Frankrijk (1319-1364)  | Jan II van Frankrijk (1319-1364)  | Jan II van Frankrijk (1319-1364)  | Jan II van Frankrijk (1319-1364)  | Jan II van Frankrijk (1319-1364)  |                                |                                | Bonne van Luxemburg (1315-1349)    | Bonne van Luxemburg (1315-1349)    | Bonne van Luxemburg (1315-1349)    | Bonne van Luxemburg (1315-1349)    | Bonne van Luxemburg (1315-1349)    | Bonne van Luxemburg (1315-1349)    |                                |                                | Galeazzo II Visconti (1320-1378) | Galeazzo II Visconti (1320-1378) | Galeazzo II Visconti (1320-1378) | Galeazzo II Visconti (1320-1378) | Galeazzo II Visconti (1320-1378)   | Galeazzo II Visconti (1320-1378)   |                                    |                                    | Blanche van Savoie (1336-1387)     | Blanche van Savoie (1336-1387)     | Blanche van Savoie (1336-1387) | Blanche van Savoie (1336-1387) | Blanche van Savoie (1336-1387) | Blanche van Savoie (1336-1387) |
|                                 |                                 |                                 |                                 |                                 |                                 |                                 |                                 |                                 |                                 |                                    |                                    |                                    |                                    |                                    |                                    |                                   |                                   |                                   |                                   |                                   |                                   |                                |                                |                                    |                                    |                                    |                                    |                                    |                                    |                                |                                |                                  |                                  |                                  |                                  |                                    |                                    |                                    |                                    |                                    |                                    |                                |                                |                                |                                |
|                                 |                                 |                                 |                                 |                                 |                                 |                                 |                                 |                                 |                                 |                                    |                                    |                                    |                                    |                                    |                                    |                                   |                                   |                                   |                                   |                                   |                                   |                                |                                |                                    |                                    |                                    |                                    |                                    |                                    |                                |                                |                                  |                                  |                                  |                                  |                                    |                                    |                                    |                                    |                                    |                                    |                                |                                |                                |                                |
|                                 |                                 |                                 |                                 | Johanna van Bourbon (1338-1378) | Johanna van Bourbon (1338-1378) | Johanna van Bourbon (1338-1378) | Johanna van Bourbon (1338-1378) | Johanna van Bourbon (1338-1378) | Johanna van Bourbon (1338-1378) |                                    |                                    |                                    |                                    |                                    |                                    | Karel V van Frankrijk (1337-1380) | Karel V van Frankrijk (1337-1380) | Karel V van Frankrijk (1337-1380) | Karel V van Frankrijk (1337-1380) | Karel V van Frankrijk (1337-1380) | Karel V van Frankrijk (1337-1380) |                                |                                | Isabella van Frankrijk (1348-1372) | Isabella van Frankrijk (1348-1372) | Isabella van Frankrijk (1348-1372) | Isabella van Frankrijk (1348-1372) | Isabella van Frankrijk (1348-1372) | Isabella van Frankrijk (1348-1372) |                                |                                |                                  |                                  |                                  |                                  | Gian Galeazzo Visconti (1347-1402) | Gian Galeazzo Visconti (1347-1402) | Gian Galeazzo Visconti (1347-1402) | Gian Galeazzo Visconti (1347-1402) | Gian Galeazzo Visconti (1347-1402) | Gian Galeazzo Visconti (1347-1402) |                                |                                |                                |                                |
|                                 |                                 |                                 |                                 | Johanna van Bourbon (1338-1378) | Johanna van Bourbon (1338-1378) | Johanna van Bourbon (1338-1378) | Johanna van Bourbon (1338-1378) | Johanna van Bourbon (1338-1378) | Johanna van Bourbon (1338-1378) |                                    |                                    |                                    |                                    |                                    |                                    | Karel V van Frankrijk (1337-1380) | Karel V van Frankrijk (1337-1380) | Karel V van Frankrijk (1337-1380) | Karel V van Frankrijk (1337-1380) | Karel V van Frankrijk (1337-1380) | Karel V van Frankrijk (1337-1380) |                                |                                | Isabella van Frankrijk (1348-1372) | Isabella van Frankrijk (1348-1372) | Isabella van Frankrijk (1348-1372) | Isabella van Frankrijk (1348-1372) | Isabella van Frankrijk (1348-1372) | Isabella van Frankrijk (1348-1372) |                                |                                |                                  |                                  |                                  |                                  | Gian Galeazzo Visconti (1347-1402) | Gian Galeazzo Visconti (1347-1402) | Gian Galeazzo Visconti (1347-1402) | Gian Galeazzo Visconti (1347-1402) | Gian Galeazzo Visconti (1347-1402) | Gian Galeazzo Visconti (1347-1402) |                                |                                |                                |                                |
|                                 |                                 |                                 |                                 |                                 |                                 |                                 |                                 |                                 |                                 | Lodewijk I van Orléans (1372-1407) | Lodewijk I van Orléans (1372-1407) | Lodewijk I van Orléans (1372-1407) | Lodewijk I van Orléans (1372-1407) | Lodewijk I van Orléans (1372-1407) | Lodewijk I van Orléans (1372-1407) |                                   |                                   |                                   |                                   |                                   |                                   |                                |                                |                                    |                                    |                                    |                                    |                                    |                                    | Valentina Visconti (1370-1408) | Valentina Visconti (1370-1408) | Valentina Visconti (1370-1408)   | Valentina Visconti (1370-1408)   | Valentina Visconti (1370-1408)   | Valentina Visconti (1370-1408)   |                                    |                                    |                                    |                                    |                                    |                                    |                                |                                |                                |                                |
|                                 |                                 |                                 |                                 |                                 |                                 |                                 |                                 |                                 |                                 | Lodewijk I van Orléans (1372-1407) | Lodewijk I van Orléans (1372-1407) | Lodewijk I van Orléans (1372-1407) | Lodewijk I van Orléans (1372-1407) | Lodewijk I van Orléans (1372-1407) | Lodewijk I van Orléans (1372-1407) |                                   |                                   |                                   |                                   |                                   |                                   |                                |                                |                                    |                                    |                                    |                                    |                                    |                                    | Valentina Visconti (1370-1408) | Valentina Visconti (1370-1408) | Valentina Visconti (1370-1408)   | Valentina Visconti (1370-1408)   | Valentina Visconti (1370-1408)   | Valentina Visconti (1370-1408)   |                                    |                                    |                                    |                                    |                                    |                                    |                                |                                |                                |                                |
|                                 |                                 |                                 |                                 |                                 |                                 |                                 |                                 |                                 |                                 |                                    |                                    |                                    |                                    |                                    |                                    |                                   |                                   |                                   |                                   |                                   |                                   |                                |                                |                                    |                                    |                                    |                                    |                                    |                                    |                                |                                |                                  |                                  |                                  |                                  |                                    |                                    |                                    |                                    |                                    |                                    |                                |                                |                                |                                |
|                                 |                                 |                                 |                                 |                                 |                                 |                                 |                                 |                                 |                                 |                                    |                                    |                                    |                                    |                                    |                                    |                                   |                                   |                                   |                                   |                                   |                                   |                                |                                |                                    |                                    |                                    |                                    |                                    |                                    |                                |                                |                                  |                                  |                                  |                                  |                                    |                                    |                                    |                                    |                                    |                                    |                                |                                |                                |                                |
|                                 |                                 |                                 |                                 |                                 |                                 |                                 |                                 |                                 |                                 |                                    |                                    | Karel van Orléans (1394-1465)      | Karel van Orléans (1394-1465)      | Karel van Orléans (1394-1465)      | Karel van Orléans (1394-1465)      | Karel van Orléans (1394-1465)     | Karel van Orléans (1394-1465)     |                                   |                                   | Filips van Orléans (1396-1420)    | Filips van Orléans (1396-1420)    | Filips van Orléans (1396-1420) | Filips van Orléans (1396-1420) | Filips van Orléans (1396-1420)     | Filips van Orléans (1396-1420)     |                                    |                                    | Jan van Angoulême (1399-1467)      | Jan van Angoulême (1399-1467)      | Jan van Angoulême (1399-1467)  | Jan van Angoulême (1399-1467)  | Jan van Angoulême (1399-1467)    | Jan van Angoulême (1399-1467)    |                                  |                                  | Margaretha van Orléans (1406-1466) | Margaretha van Orléans (1406-1466) | Margaretha van Orléans (1406-1466) | Margaretha van Orléans (1406-1466) | Margaretha van Orléans (1406-1466) | Margaretha van Orléans (1406-1466) |                                |                                |                                |                                |

- Bibsys: 90060060
- Biblioteca Nacional de España: XX1318080
- Bibliothèque nationale de France: cb120297092 (data)
- Catàleg d'autoritats de noms i títols de Catalunya: 981058614506306706
- CiNii: DA03272470
- Digitale Bibliotheek voor de Nederlandse Letteren: orle002
- Gemeinsame Normdatei: 119021439
- International Standard Name Identifier: 0000 0001 2096 5027
- Library of Congress Control Number: n50036473
- MusicBrainz: 421abe08-a73e-414d-92d7-0a521a7b53bc
- Bibliotheek van het Japanse parlement: 001140432
- Nationale Bibliotheek van Tsjechië: jn19981000472
- Nationale bibliotheek van Australië: 35680619
- Nationale Bibliotheek van Israël: 987007309616405171
- Nationale Bibliotheek van Polen: a0000002607658
- Nationale en Universitaire bibliotheek Zagreb: 000214445
- Nederlandse Thesaurus van Auteursnamen: 069204713
- Réseau des bibliothèques de Suisse occidentale: 02-A000034357
- Istituto Centrale per il Catalogo Unico: SBLV071917
- LIBRIS: 183020
- SNAC: w6vt1sn8
- Système universitaire de documentation: 028466861
- Trove: 1039652
- Virtual International Authority File: 79731711
- WorldCat: E39PBJtcKCfqBJ43QqXwhDbPQq